# Kasten (Gerätturnen)

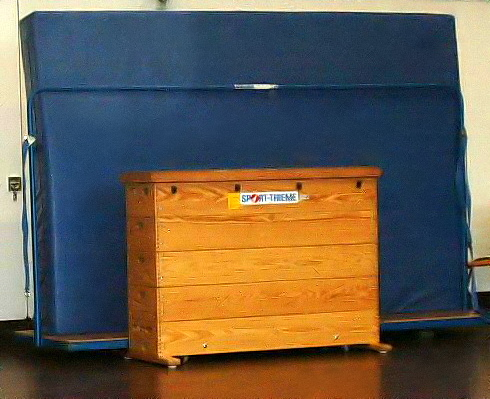
Kasten

Ein Kasten, in der Schweiz Schwedenkasten genannt, ist ein Turngerät, welches aus verschiedenen hölzernen Bauelementen besteht, die aufeinander gestapelt werden. Das oberste Bauelement bildet der gepolsterte Deckel, das unterste Element ist mit Rollen versehen, welche sich fixieren lassen.
Am häufigsten wird der Kasten als Hindernis für den Sprung, aber auch als Rampe oder Tor eingesetzt. Auch die einzelnen Bauelemente bieten durch ihre Offenheit weitere sportliche Anwendungsgebiete.
Der Kasten wird häufig beim Gerätturnen im Rahmen des Schulsports eingesetzt.
Weitläufig wird zwar die Bezeichnung Kasten verwendet, die richtige Bezeichnung lautet allerdings Sprungkasten.